# NHK揚聲歌唱
《NHK揚聲歌唱》（日语：／ enu-eichi-kei nodo jiman */?），又譯《NHK喉自慢》，是日本放送協會（NHK）製作的歌唱比賽節目，逢星期日12:15-13:00於NHK綜合頻道及NHK廣播第1頻率作現場直播，是NHK長壽電視節目之一。第1集於1946年1月19日播出。至今已超過70年歷史，並藉此造就了不少日本歌手。現時常任主持人為小田切千，而前音樂組合SMAP成員香取慎吾亦曾擔任過嘉賓主持。
除了在日本國內外，亦曾於海外舉辦過，其中包括了北京及台北。韓國放送公社（KBS）亦參照了該節目的模式，於1980年把相關的節目帶進韓國，成為《KBS全國揚聲歌唱》，播出至今。
比賽期間，會有特定樂手以管鐘的旋律來表示出賽者合格與否，而節目的開場曲亦以管鐘的獨奏旋律為開始，因此變成了本節目的一個特色標記。自2002年起，負責鳴鐘的都是由畢業於東京藝術大學音樂系敲擊樂手秋山氣清負責。

## 概要
每年都會在日本各都道府縣進行初賽，通常都會於每年二月在官方網站上刊登該年度（由四月至翌年三月）的賽程表，包括日期、地點、以及負責統籌該次比賽的相關放送局等資料，有意參加者，須於相關比賽前兩個月透過信件投寄申請、然後由相關的放送局先挑選最多250組進行預選，再從中選取20組作該場次的初賽錄播。每一次初賽均會選出一組「優勝者」（チャンピオン，即英語中的「champion」）以及一組「投入演出獎」（熱演賞），每集的優勝者必須先於比賽時獲得了「合格」的鐘聲，才獲得到推選的資格，而「投入演出獎」則只須由該場次的兩名歌手嘉賓負責推選。通常而然，「投入演出獎」都是頒予優勝者以外的組別，又多以未能獲得「合格」鐘聲，但最能令取悅現場觀眾和嘉賓的組別為主。
當產生了每周優勝者後，NHK會於一月尾至二月初總結上一年的各參賽者表現（以上一年一月至十二月計算），再選出可以進入三月初的「NHK揚聲歌唱優勝者大會」（NHKのど自慢チャンピオン大会）的名單，獲出選優勝者大會的組別數目沒有固定，通常都是介於14-18組的狀況（大約是全年度優勝者當中的四分之一至三分之一左右），但如2019年及原本打算舉行的2020年的優勝者大會（下述），則只有13組能夠出賽，是近年來數目較少的兩屆。
原則上，參賽者須為業餘愛好者，即不能曾以歌手身份參與過任何商業性質／獲取報酬的活動，報名時，可以個人或組別形式參賽，人數不設限制。同時也設了年齡限制，2015年前為15歲或以上（即高中一年級），2015年起放寬為12歲或以上（即中學一年級，但12歲仍然於小學就讀的參加者則會被拒絕），使參加者的年齡層擴闊了不少。不過，不少參賽者本身都曾擁有街頭演唱的經驗，又或者是接受過專業的聲樂或音樂訓練。至於參加者的實際住所與出賽的地點也沒有必然關係，特別因NHK較常選取一些較小型的城市，甚至是町為演出場地，每每都會吸引其他地方的參加者報名，不過通常都會優先選取該都道府縣內的參加者為先。
此外，《NHK揚聲歌唱》也容許在日留學、工作或生活的非日本人參加，因此間中亦會出現非日裔人士或混血兒出賽，甚至獲得總冠軍，其中1995年的冠軍平田Joel（出賽當年的名字稱作「平田 Joel 昭夫」，代表愛知縣田原町）便是在日第三代巴西人，而2003年的總冠軍王超（代表奈良縣櫻井市）便是首位獲得冠軍的華人，2009年的總冠軍Roberto Casanova（代表靜岡縣靜岡市），則是移居日本的巴西人，他們均是過透日本國內的賽區獲得進入「優勝者大會」資格。至於2001年、2002年及2006年的總冠軍雖然皆非日本人，但由於他們是透過該年度「NHK揚聲歌唱」的外國賽區的冠軍而獲得出場資格，因此不算入上述條件內。
現時，所有的預賽都可以透過NHK BS Premium觀看，各地區放送局則按實際情況，自行安排時間於管內播放。
原定於2020年3月20日舉行的「NHK揚聲歌唱優勝者大會2020」，因受到2019冠狀病毒病日本疫情的影響，最終NHK於3月12日宣佈中止，成為開播以來首次長時間停播，及首次取消優勝者大會。是次停播歷時近七個月，同年10月4日，於長野縣須坂市重新啟播，然而限制於日本國內的疫情反覆，期間亦出現過多次短暫停辦，始終未能回復至每周放送的狀況，而2020年度的優勝者大會（原定2021年3月舉行）亦無法舉行。

## 有關鐘聲
節目開始時的開場部份
（後部省略）
合格鐘聲（又稱）
不合格鐘聲（又稱，現時較常使用）
不合格鐘聲（又稱，過往較多使用）

## 外部鏈結
- 官方网站 （日語）
- のど自慢素人音楽会 - NHK放送史（日本放送协会）（日語）

- のど自慢素人演芸会 - NHK放送史（日本放送协会）（日語）

- NHKのど自慢 - NHK放送史（日本放送协会）（日語）

- NHKのど自慢予選会 - NHK放送史（日本放送协会）（日語）

- BSジュニアのど自慢 - NHK放送史（日本放送协会）（日語）